# Jessica Cérival
Jessica Cérival (* 20. Januar 1982 in Quimper, Bretagne) ist eine französische Kugelstoßerin.

## Sportliche Laufbahn
2001 belegte sie bei den Junioreneuropameisterschaften in Grosseto den fünften Platz. Bei den U23-Europameisterschaften 2003 wurde sie Sechste. 2005 gewann sie ihre erste Goldmedaille bei den Spielen der Frankophonie in Niamey.
Bei den Halleneuropameisterschaften 2007 wurde sie Siebte und bei der Sommer-Universiade Bangkok Fünfte. Sie nahm an den Halleneuropameisterschaften 2009 teil, wo sie nach der Qualifikation ausschied. Sie gewann bei den Mittelmeerspielen 2009 im Kugelstoßen die Goldmedaille, wurde somit nach 30 Jahren die erste Französin, die diesen Titel gewann. Bei den Weltmeisterschaften 2009 wurde sie Elfte. 2012 schied sie in der Qualifikation der Hallenweltmeisterschaften in Istanbul aus. Sie qualifizierte sich auch für die Europameisterschaften 2012, bei denen sie Platz neun erreichte.
2017 qualifizierte sich Cérival für das Finale bei den Halleneuropameisterschaften in Belgrad und belegte dort den achten Platz.

## Persönliche Bestleistungen
- Kugelstoßen: 17,87 m,	17. Juni 2009 in Amiens
  - Halle: 17,99 m, 19. Februar 2011 in Aubière